# Raytheon
Raytheon Company je velika ameriška korporacija, ki se ukvarja z letalskovesoljsko in obrambno (orožarsko) industrijo. Je 5. največje obrambno podjetje na svetu (leta 2012) in je največji proizvajalec vodenih raket na svetu.Več kot 90% prihodkov podjetja je od vojaških pogodb.  Raytheon ima več kot 63 tisoč zaposlenih po svetu. Podjetje je bilo ustanovljeno leta 1922 in se preimenovalo v sedanje ime leta 1959. Sedež podjetja je v kraju Waltham v ameriški zvezni državi Massachusetts. 

## Izdelki

### Vodljive rakete
- AGM-65 Maverick
- AGM-88 HARM
- AGM-129 Advanced Cruise Missile
- AGM-154 Joint Standoff Weapon
- AIM-7 Sparrow
- AIM-9 Sidewinder
- AIM-120 AMRAAM
- BGM-71 TOW
- BGM-109 Tomahawk
- FGM-148 Javelin
- FIM-92 Stinger
- GBU-28 Paveway III
- MIM-23 Hawk
- MIM-104 Patriot
- RIM-7 Sea Sparrow
- RIM-161 Standard Missile 3
- RIM-162 ESSM
- Small Tactical Munition

### Radarji in senzorji
- APG-63/APG-70 radarji za lovca F-15
- APG-65/APG-73/APG-79 radarji za lovca F/A-18
- APG-77 radarza lovca F-22 Raptor (razvit skupaj z Northrop Grumman)
- ALE-50 Towed Decoy System
- ALR-67(V)3 in ALR-69A Opozorilnik na radar
- AN/APQ-181 (AESA radar), za bombnikae B-2
- Integrated Sensor Suite (ISS) za brezpilotno letalo RQ-4 Global Hawk
- ASQ-228 ATFLIR (Advanced Targeting Forward-Looking Infrared)
- TPQ-36/TPQ-37 Firefinder in MPQ-64 Sentinel radarji
- F-16 RACR za lovca F-16
- SLQ-32 ladijski EW sistem
- PAVE PAWS, BMEWS, XBR